# Bandundu (provincie)
Bandundu is een voormalige provincie van Congo-Kinshasa. Hoofdstad van de provincie was Bandundu. De provincie Bandundu had een oppervlakte van 295.658 km² en telde in juli 1998 5.466.000 inwoners (schatting). 
Krachtens de constitutie van 2005 werd Bandundu opgesplitst in de oude provincies Kwango, Kwilu en Mai-Ndombe.
De geplande datum was februari 2009, een datum die ruim werd overschreden. De provinciale herindeling ging uiteindelijk pas in juni 2015 in.

## Geografie en economie
In het westen werd de provincie begrensd door de (oude) provincies Neder-Congo en Kinshasa, de Evenaarsprovincie in het noorden en West-Kasaï in het oosten.
Bandundu bestaat met name uit savannes, die worden doorkruist door rivieren en beken. Rond deze watervlakten zijn vaak bossen. De algemene economische activiteit bestaat uit landbouw (waaronder maïs, maniok en bonen).
* = een stadsprovincie